# Interlands Bulgaars voetbalelftal 2020-2029
Deze pagina toont een chronologisch en gedetailleerd overzicht van de interlands die het Bulgaars voetbalelftal speelt en heeft gespeeld in de periode 2020 – 2029.

## Interlands

### 2020
|                                                                          |           |                        |             | |
| 26 februari Vriendschappelijk № 762 «onderlinge duels» 17:00 uur (UTC+2) | Bulgarije | 0 – 1                  | Wit-Rusland | Vasil Levski Nationaal Stadion, Sofia Toeschouwers: 250 Scheidsrechter: Trustin Farrugia Cann (MLT) |
| 26 februari Vriendschappelijk № 762 «onderlinge duels» 17:00 uur (UTC+2) |           | 42' Dzmitry Padstrelaw |             | Vasil Levski Nationaal Stadion, Sofia Toeschouwers: 250 Scheidsrechter: Trustin Farrugia Cann (MLT) |

|                                                                                     |                    |       |                   |                                                                                                   |
| 3 september UEFA Nations League Groep B4 № 763 «onderlinge duels» 21:45 uur (UTC+3) | Bulgarije          | 1 – 1 | Ierland           | Vasil Levski Nationaal Stadion, Sofia Toeschouwers: 0 Scheidsrechter: Manuel Schüttengruber (AUT) |
| 3 september UEFA Nations League Groep B4 № 763 «onderlinge duels» 21:45 uur (UTC+3) | Bozhidar Kraev 57' |       | 90+4' Shane Duffy | Vasil Levski Nationaal Stadion, Sofia Toeschouwers: 0 Scheidsrechter: Manuel Schüttengruber (AUT) |

|                                                                                     |                     |       |           |                                                                                     |
| 6 september UEFA Nations League Groep B4 № 764 «onderlinge duels» 14:00 uur (UTC+1) | Wales               | 1 – 0 | Bulgarije | Cardiff City Stadium, Cardiff Toeschouwers: 0 Scheidsrechter: Fábio Veríssimo (POR) |
| 6 september UEFA Nations League Groep B4 № 764 «onderlinge duels» 14:00 uur (UTC+1) | Neco Williams 90+4' |       |           | Cardiff City Stadium, Cardiff Toeschouwers: 0 Scheidsrechter: Fábio Veríssimo (POR) |

|                                                                               |                  |       |                                                      |                                                                                                  |
| 8 oktober EK-kwalificatie Play-off № 765 «onderlinge duels» 21:45 uur (UTC+3) | Bulgarije        | 1 – 3 | Hongarije                                            | Vasil Levski Nationaal Stadion, Sofia Toeschouwers: 1.929 Scheidsrechter: Szymon Marciniak (POL) |
| 8 oktober EK-kwalificatie Play-off № 765 «onderlinge duels» 21:45 uur (UTC+3) | Georgi Jomov 89' |       | 17' Willi Orban 47' Zsolt Kalmár 75' Nemanja Nikolić | Vasil Levski Nationaal Stadion, Sofia Toeschouwers: 1.929 Scheidsrechter: Szymon Marciniak (POL) |

|                                                                                    |                                      |       |           |                                                                                       |
| 11 oktober UEFA Nations League Groep B4 № 766 «onderlinge duels» 19:00 uur (UTC+3) | Finland                              | 2 – 0 | Bulgarije | Olympisch Stadion, Helsinki Toeschouwers: 6.587 Scheidsrechter: Erik Lambrechts (BEL) |
| 11 oktober UEFA Nations League Groep B4 № 766 «onderlinge duels» 19:00 uur (UTC+3) | Robert Taylor 52' Fredrik Jensen 67' |       |           | Olympisch Stadion, Helsinki Toeschouwers: 6.587 Scheidsrechter: Erik Lambrechts (BEL) |

|                                                                                    |           |                       |       |                                                                                             |
| 14 oktober UEFA Nations League Groep B4 № 767 «onderlinge duels» 21:45 uur (UTC+3) | Bulgarije | 0 – 1                 | Wales | Vasil Levski Nationaal Stadion, Sofia Toeschouwers: 478 Scheidsrechter: Aliyar Ağayev (AZE) |
| 14 oktober UEFA Nations League Groep B4 № 767 «onderlinge duels» 21:45 uur (UTC+3) |           | 85' Jonathan Williams |       | Vasil Levski Nationaal Stadion, Sofia Toeschouwers: 478 Scheidsrechter: Aliyar Ağayev (AZE) |

|                                                                          |                                                           |       |           |                                                                                                |
| 11 november Vriendschappelijk № 768 «onderlinge duels» 19:30 uur (UTC+2) | Bulgarije                                                 | 3 – 0 | Gibraltar | Vasil Levski Nationaal Stadion, Sofia Toeschouwers: 0 Scheidsrechter: Sebastian Colțescu (ROU) |
| 11 november Vriendschappelijk № 768 «onderlinge duels» 19:30 uur (UTC+2) | Aleksandar Tsvetkov 6' Georgi Jomov 15' Dimitar Iliev 45' |       |           | Vasil Levski Nationaal Stadion, Sofia Toeschouwers: 0 Scheidsrechter: Sebastian Colțescu (ROU) |

|                                                                                     |                          |       |                                |                                                                                            |
| 15 november UEFA Nations League Groep B4 № 769 «onderlinge duels» 19:00 uur (UTC+2) | Bulgarije                | 1 – 2 | Finland                        | Vasil Levski Nationaal Stadion, Sofia Toeschouwers: 0 Scheidsrechter: Donatas Rumšas (LTU) |
| 15 november UEFA Nations League Groep B4 № 769 «onderlinge duels» 19:00 uur (UTC+2) | Dimitar Iliev 68' (pen.) |       | 7' Teemu Pukki 45+1' Robin Lod | Vasil Levski Nationaal Stadion, Sofia Toeschouwers: 0 Scheidsrechter: Donatas Rumšas (LTU) |

|                                                                                   |         |       |           |                                                                            |
| 18 november UEFA Nations League Groep B4 № 770 «onderlinge duels» 19:45 uur (UTC) | Ierland | 0 – 0 | Bulgarije | Avivastadion, Dublin Toeschouwers: 0 Scheidsrechter: Lawrence Visser (BEL) |
| 18 november UEFA Nations League Groep B4 № 770 «onderlinge duels» 19:45 uur (UTC) |         |       |           | Avivastadion, Dublin Toeschouwers: 0 Scheidsrechter: Lawrence Visser (BEL) |

### 2021
|                                                                             |                    |       |                                                      |                                                                                              |
| 25 maart WK-kwalificatie Groep C № 771 «onderlinge duels» 19:00 uur (UTC+2) | Bulgarije          | 1 – 3 | Zwitserland                                          | Vasil Levski Nationaal Stadion, Sofia Toeschouwers: 0 Scheidsrechter: Nikola Dabanović (MNE) |
| 25 maart WK-kwalificatie Groep C № 771 «onderlinge duels» 19:00 uur (UTC+2) | Kiril Despodov 46' |       | 7' Breel Embolo 10' Haris Seferović 13' Steven Zuber | Vasil Levski Nationaal Stadion, Sofia Toeschouwers: 0 Scheidsrechter: Nikola Dabanović (MNE) |

|                                                                             |           |                                                |        |                                                                                           |
| 28 maart WK-kwalificatie Groep C № 772 «onderlinge duels» 21:45 uur (UTC+3) | Bulgarije | 0 – 2                                          | Italië | Vasil Levski Nationaal Stadion, Sofia Toeschouwers: 0 Scheidsrechter: Slavko Vinčić (SVN) |
| 28 maart WK-kwalificatie Groep C № 772 «onderlinge duels» 21:45 uur (UTC+3) |           | 43' (pen.) Andrea Belotti 83' Manuel Locatelli |        | Vasil Levski Nationaal Stadion, Sofia Toeschouwers: 0 Scheidsrechter: Slavko Vinčić (SVN) |

|                                                                             |               |       |           |                                                                        |
| 31 maart WK-kwalificatie Groep C № 773 «onderlinge duels» 19:45 uur (UTC+1) | Noord-Ierland | 0 – 0 | Bulgarije | Windsor Park, Belfast Toeschouwers: 0 Scheidsrechter: Yigal Frid (ISR) |
| 31 maart WK-kwalificatie Groep C № 773 «onderlinge duels» 19:45 uur (UTC+1) |               |       |           | Windsor Park, Belfast Toeschouwers: 0 Scheidsrechter: Yigal Frid (ISR) |

|                                                                     |                 |       |                  |                                                                                    |
| 1 juni Vriendschappelijk № 774 «onderlinge duels» 18:00 uur (UTC+2) | Bulgarije       | 1 – 1 | Slowakije        | Josko Arena, Ried im Innkreis Toeschouwers: 0 Scheidsrechter: Walter Altmann (AUT) |
| 1 juni Vriendschappelijk № 774 «onderlinge duels» 18:00 uur (UTC+2) | Atanas Iliev 9' |       | 27' László Bénes | Josko Arena, Ried im Innkreis Toeschouwers: 0 Scheidsrechter: Walter Altmann (AUT) |

|                                                                     |                              |       |           |                                                                                |
| 5 juni Vriendschappelijk № 775 «onderlinge duels» 18:00 uur (UTC+3) | Rusland                      | 1 – 0 | Bulgarije | VTB Arena, Moskou Toeschouwers: 11.108 Scheidsrechter: Aleksej Koelbakov (BLR) |
| 5 juni Vriendschappelijk № 775 «onderlinge duels» 18:00 uur (UTC+3) | Aleksandr Sobolev 84' (pen.) |       |           | VTB Arena, Moskou Toeschouwers: 11.108 Scheidsrechter: Aleksej Koelbakov (BLR) |

|                                                                     |                                                             |       |           |                                                                                                |
| 8 juni Vriendschappelijk № 776 «onderlinge duels» 21:10 uur (UTC+2) | Frankrijk                                                   | 3 – 0 | Bulgarije | Stade de France, Saint-Denis Toeschouwers: 5.000 Scheidsrechter: Anastasios Sidiropoulos (GRE) |
| 8 juni Vriendschappelijk № 776 «onderlinge duels» 21:10 uur (UTC+2) | Antoine Griezmann 29' Olivier Giroud 83' Olivier Giroud 90' |       |           | Stade de France, Saint-Denis Toeschouwers: 5.000 Scheidsrechter: Anastasios Sidiropoulos (GRE) |

|                                                                                |                     |       |                  | |
| 2 september WK-kwalificatie Groep C № 777 «onderlinge duels» 20:45 uur (UTC+2) | Italië              | 1 – 1 | Bulgarije        | Stadio Artemio Franchi, Florence Toeschouwers: 14.366 Scheidsrechter: Serdar Gözübüyük (NED) Video-assistent: Pol van Boekel (NED) |
| 2 september WK-kwalificatie Groep C № 777 «onderlinge duels» 20:45 uur (UTC+2) | Federico Chiesa 16' |       | 40' Atanas Iliev | Stadio Artemio Franchi, Florence Toeschouwers: 14.366 Scheidsrechter: Serdar Gözübüyük (NED) Video-assistent: Pol van Boekel (NED) |

|                                                                                |                      |       |          | |
| 5 september WK-kwalificatie Groep C № 778 «onderlinge duels» 19:00 uur (UTC+3) | Bulgarije            | 1 – 0 | Litouwen | Vasil Levski Nationaal Stadion, Sofia Toeschouwers: 2.503 Scheidsrechter: John Beaton (SCO) Video-assistent: Peter Bankes (ENG) |
| 5 september WK-kwalificatie Groep C № 778 «onderlinge duels» 19:00 uur (UTC+3) | Ivajlo Tsjotsjev 82' |       |          | Vasil Levski Nationaal Stadion, Sofia Toeschouwers: 2.503 Scheidsrechter: John Beaton (SCO) Video-assistent: Peter Bankes (ENG) |

|                                                                          |                                                                               |       |                          |                                                                                               |
| 8 september Vriendschappelijk № 779 «onderlinge duels» 19:30 uur (UTC+3) | Bulgarije                                                                     | 4 – 1 | Georgië                  | Vasil Levski Nationaal Stadion, Sofia Toeschouwers: 504 Scheidsrechter: Igor Stojčevski (MKD) |
| 8 september Vriendschappelijk № 779 «onderlinge duels» 19:30 uur (UTC+3) | Todor Nedelev 20' Dimitar Iliev 34' (pen.) Spas Delev 44' Andrea Christov 53' |       | 77' Zoeriko Davitasjvili | Vasil Levski Nationaal Stadion, Sofia Toeschouwers: 504 Scheidsrechter: Igor Stojčevski (MKD) |

|                                                                              |                                                           |       |                    | |
| 9 oktober WK-kwalificatie Groep C № 780 «onderlinge duels» 16:00 uur (UTC+3) | Litouwen                                                  | 3 – 1 | Bulgarije          | LFF-stadion, Vilnius Toeschouwers: 2.526 Scheidsrechter: Jevhen Aranovsky (UKR) Video-assistent: Mykola Balakin (UKR) |
| 9 oktober WK-kwalificatie Groep C № 780 «onderlinge duels» 16:00 uur (UTC+3) | Justas Lasickas 18' Fiodor Černych 82' Fiodor Černych 84' |       | 64' Kiril Despodov | LFF-stadion, Vilnius Toeschouwers: 2.526 Scheidsrechter: Jevhen Aranovsky (UKR) Video-assistent: Mykola Balakin (UKR) |

|                                                                               |                                     |       |                      | |
| 12 oktober WK-kwalificatie Groep C № 781 «onderlinge duels» 21:45 uur (UTC+3) | Bulgarije                           | 2 – 1 | Noord-Ierland        | Vasil Levski Nationaal Stadion, Sofia Toeschouwers: 822 Scheidsrechter: Aleksej Koelbakov (BLR) Video-assistent: Sergej Karasjov (RUS) |
| 12 oktober WK-kwalificatie Groep C № 781 «onderlinge duels» 21:45 uur (UTC+3) | Todor Nedelev 53' Todor Nedelev 63' |       | 35' Conor Washington | Vasil Levski Nationaal Stadion, Sofia Toeschouwers: 822 Scheidsrechter: Aleksej Koelbakov (BLR) Video-assistent: Sergej Karasjov (RUS) |

|                                                                          |                      |       |                      |                                                                                        |
| 11 november Vriendschappelijk № 782 «onderlinge duels» 19:30 uur (UTC+2) | Oekraïne             | 1 – 1 | Bulgarije            | Tsjornomoretsstadion, Odessa Toeschouwers: 10.000 Scheidsrechter: Arda Kardeşler (TUR) |
| 11 november Vriendschappelijk № 782 «onderlinge duels» 19:30 uur (UTC+2) | Taras Stepanenko 79' |       | 35' Radoslav Kirilov | Tsjornomoretsstadion, Odessa Toeschouwers: 10.000 Scheidsrechter: Arda Kardeşler (TUR) |

|                                                                                |                                                                      |       |           | |
| 15 november WK-kwalificatie Groep C № 783 «onderlinge duels» 20:45 uur (UTC+1) | Zwitserland                                                          | 4 – 0 | Bulgarije | Swissporarena, Luzern Toeschouwers: 14.300 Scheidsrechter: Benoît Bastien (FRA) Video-assistent: Benoît Millot (FRA) |
| 15 november WK-kwalificatie Groep C № 783 «onderlinge duels» 20:45 uur (UTC+1) | Noah Okafor 48' Ruben Vargas 57' Cedric Itten 72' Remo Freuler 90+1' |       |           | Swissporarena, Luzern Toeschouwers: 14.300 Scheidsrechter: Benoît Bastien (FRA) Video-assistent: Benoît Millot (FRA) |

### 2022
|                                                                       |                                           |       |                    |                                                                                               |
| 26 maart Vriendschappelijk № 784 «onderlinge duels» 20:30 uur (UTC+3) | Qatar                                     | 2 – 1 | Bulgarije          | Education Citystadion, Ar Rayyan Toeschouwers: 1.948 Scheidsrechter: Mohammed Al Hoaish (KSA) |
| 26 maart Vriendschappelijk № 784 «onderlinge duels» 20:30 uur (UTC+3) | Akram Afif 27' (pen.) Boualem Khoukhi 74' |       | 60' Kiril Despodov | Education Citystadion, Ar Rayyan Toeschouwers: 1.948 Scheidsrechter: Mohammed Al Hoaish (KSA) |

|                                                                       |                                            |       |                    |                                                                                            |
| 29 maart Vriendschappelijk № 785 «onderlinge duels» 17:00 uur (UTC+3) | Kroatië                                    | 2 – 1 | Bulgarije          | Education Citystadion, Ar Rayyan Toeschouwers: 1.000 Scheidsrechter: Khamis Al Marri (QAT) |
| 29 maart Vriendschappelijk № 785 «onderlinge duels» 17:00 uur (UTC+3) | Luka Modrić 76' (pen.) Andrej Kramarić 80' |       | 69' Kiril Despodov | Education Citystadion, Ar Rayyan Toeschouwers: 1.000 Scheidsrechter: Khamis Al Marri (QAT) |

|                                                                                |                    |       |                     | |
| 2 juni UEFA Nations League Groep C4 № 786 «onderlinge duels» 19:00 uur (UTC+3) | Bulgarije          | 1 – 1 | Noord-Macedonië     | Loedogorets Arena, Razgrad Toeschouwers: 8.275 Scheidsrechter: Jérémie Pignard (FRA) Video-assistent: Eric Wattellier (FRA) |
| 2 juni UEFA Nations League Groep C4 № 786 «onderlinge duels» 19:00 uur (UTC+3) | Kiril Despodov 13' |       | 50' Milan Ristovski | Loedogorets Arena, Razgrad Toeschouwers: 8.275 Scheidsrechter: Jérémie Pignard (FRA) Video-assistent: Eric Wattellier (FRA) |

|                                                                                |                                      |       | | |
| 5 juni UEFA Nations League Groep C4 № 787 «onderlinge duels» 21:45 uur (UTC+3) | Bulgarije                            | 2 – 5 | Georgië | Loedogorets Arena, Razgrad Toeschouwers: 3.600 Scheidsrechter: Fabio Maresca (ITA) Video-assistent: Luca Pairetto (ITA) |
| 5 juni UEFA Nations League Groep C4 № 787 «onderlinge duels» 21:45 uur (UTC+3) | Atanas Iliev 50' Ilijan Stefanov 83' |       | 4' Zoeriko Davitasjvili 31' (e.d.) Andrea Christov 52' Boedoe Zivzivadze 58' (pen.) Chvitsja Kvaratschelia 70' Valeri Kazaisjvili | Loedogorets Arena, Razgrad Toeschouwers: 3.600 Scheidsrechter: Fabio Maresca (ITA) Video-assistent: Luca Pairetto (ITA) |

|                                                                                |                        |       |                       | |
| 9 juni UEFA Nations League Groep C4 № 788 «onderlinge duels» 20:45 uur (UTC+2) | Gibraltar              | 1 – 1 | Bulgarije             | Victoriastadion, Gibraltar Toeschouwers: 1.427 Scheidsrechter: Petri Viljanen (FIN) Video-assistent: Pascal Müller (GER) |
| 9 juni UEFA Nations League Groep C4 № 788 «onderlinge duels» 20:45 uur (UTC+2) | Liam Walker 61' (pen.) |       | 45+1' Georgi Mintsjev | Victoriastadion, Gibraltar Toeschouwers: 1.427 Scheidsrechter: Petri Viljanen (FIN) Video-assistent: Pascal Müller (GER) |

|                                                                                 |         |       |           | |
| 12 juni UEFA Nations League Groep C4 № 789 «onderlinge duels» 20:00 uur (UTC+4) | Georgië | 0 – 0 | Bulgarije | Boris Paitsjadzestadion, Tbilisi Toeschouwers: 54.200 Scheidsrechter: Espen Eskås (NOR) Video-assistent: Sören Storks (GER) |
| 12 juni UEFA Nations League Groep C4 № 789 «onderlinge duels» 20:00 uur (UTC+4) |         |       |           | Boris Paitsjadzestadion, Tbilisi Toeschouwers: 54.200 Scheidsrechter: Espen Eskås (NOR) Video-assistent: Sören Storks (GER) |

|                                                                                      |                                                                                                 |       |                   | |
| 23 september UEFA Nations League Groep C4 № 790 «onderlinge duels» 21:45 uur (UTC+3) | Bulgarije                                                                                       | 5 – 1 | Gibraltar         | Loedogorets Arena, Razgrad Toeschouwers: 1.540 Scheidsrechter: Pavel Orel (CZE) Video-assistent: Sascha Stegemann (GER) |
| 23 september UEFA Nations League Groep C4 № 790 «onderlinge duels» 21:45 uur (UTC+3) | Valentin Antov 23' Kiril Despodov 36' Radoslav Kirilov 52' Ilijan Stefanov 55' Marin Petkov 81' |       | 26' Roy Chipolina | Loedogorets Arena, Razgrad Toeschouwers: 1.540 Scheidsrechter: Pavel Orel (CZE) Video-assistent: Sascha Stegemann (GER) |

|                                                                                      |                 |                    |           | |
| 26 september UEFA Nations League Groep C4 № 791 «onderlinge duels» 20:45 uur (UTC+2) | Noord-Macedonië | 0 – 1              | Bulgarije | Toše Proeskiarena, Skopje Toeschouwers: 20.173 Scheidsrechter: Julian Weinberger (AUT) Video-assistent: Christian-Petru Ciochirca (AUT) |
| 26 september UEFA Nations League Groep C4 № 791 «onderlinge duels» 20:45 uur (UTC+2) |                 | 50' Kiril Despodov |           | Toše Proeskiarena, Skopje Toeschouwers: 20.173 Scheidsrechter: Julian Weinberger (AUT) Video-assistent: Christian-Petru Ciochirca (AUT) |

|                                                                          |        |                                   |           | |
| 16 november Vriendschappelijk № 792 «onderlinge duels» 20:00 uur (UTC+2) | Cyprus | 0 – 2                             | Bulgarije | AEK Arena - Georgios Karapatakis, Larnaca Toeschouwers: 1.000 Scheidsrechter: Trustin Farrugia Cann (MLT) |
| 16 november Vriendschappelijk № 792 «onderlinge duels» 20:00 uur (UTC+2) |        | 24' Kiril Despodov 71' Spas Delev |           | AEK Arena - Georgios Karapatakis, Larnaca Toeschouwers: 1.000 Scheidsrechter: Trustin Farrugia Cann (MLT) |

|                                                                          |           |       |           |                                                                                                |
| 20 november Vriendschappelijk № 793 «onderlinge duels» 15:00 uur (UTC+1) | Luxemburg | 0 – 0 | Bulgarije | Stade de Luxembourg, Luxemburg Toeschouwers: 4.700 Scheidsrechter: Manfredas Lukjančukas (LTU) |
| 20 november Vriendschappelijk № 793 «onderlinge duels» 15:00 uur (UTC+1) |           |       |           | Stade de Luxembourg, Luxemburg Toeschouwers: 4.700 Scheidsrechter: Manfredas Lukjančukas (LTU) |

### 2023
|                                                                             |           |                     |            | |
| 24 maart EK-kwalificatie Groep G № 794 «onderlinge duels» 19:00 uur (UTC+2) | Bulgarije | 0 – 1               | Montenegro | Loedogorets Arena, Razgrad Toeschouwers: 9.180 Scheidsrechter: Aliyar Ağayev (AZE) Video-assistent: Ovidiu Haţegan (ROU) |
| 24 maart EK-kwalificatie Groep G № 794 «onderlinge duels» 19:00 uur (UTC+2) |           | 70' Nikola Krstović |            | Loedogorets Arena, Razgrad Toeschouwers: 9.180 Scheidsrechter: Aliyar Ağayev (AZE) Video-assistent: Ovidiu Haţegan (ROU) |

|                                                                             |                                                         |       |           | |
| 27 maart EK-kwalificatie Groep G № 795 «onderlinge duels» 20:45 uur (UTC+2) | Hongarije                                               | 3 – 0 | Bulgarije | Puskás Aréna, Boedapest Toeschouwers: 53.000 Scheidsrechter: Halil Umut Meler (TUR) Video-assistent: Abdulkadir Bitigen (TUR) |
| 27 maart EK-kwalificatie Groep G № 795 «onderlinge duels» 20:45 uur (UTC+2) | Bálint Vécsei 7' Dominik Szoboszlai 26' Martin Ádám 39' |       |           | Puskás Aréna, Boedapest Toeschouwers: 53.000 Scheidsrechter: Halil Umut Meler (TUR) Video-assistent: Abdulkadir Bitigen (TUR) |

|                                                                            |                        |       |                  | |
| 17 juni EK-kwalificatie Groep G № 796 «onderlinge duels» 16:00 uur (UTC+3) | Litouwen               | 1 – 1 | Bulgarije        | S. Dariaus- en S. Girėnostadion, Kaunas Toeschouwers: 14.230 Scheidsrechter: Jakob Alexander Sundberg (DEN) Video-assistent: Jochem Kamphuis (NED) |
| 17 juni EK-kwalificatie Groep G № 796 «onderlinge duels» 16:00 uur (UTC+3) | Edvinas Girdvainis 15' |       | 27' Aleks Petkov | S. Dariaus- en S. Girėnostadion, Kaunas Toeschouwers: 14.230 Scheidsrechter: Jakob Alexander Sundberg (DEN) Video-assistent: Jochem Kamphuis (NED) |

|                                                                            |                    |       |                     | |
| 20 juni EK-kwalificatie Groep G № 797 «onderlinge duels» 21:45 uur (UTC+3) | Bulgarije          | 1 – 1 | Servië              | Loedogorets Arena, Razgrad Toeschouwers: 6.700 Scheidsrechter: Craig Pawson (ENG) Video-assistent: Chris Kavanagh (ENG) |
| 20 juni EK-kwalificatie Groep G № 797 «onderlinge duels» 21:45 uur (UTC+3) | Kiril Despodov 47' |       | 90+6' Darko Lazović | Loedogorets Arena, Razgrad Toeschouwers: 6.700 Scheidsrechter: Craig Pawson (ENG) Video-assistent: Chris Kavanagh (ENG) |

|                                                                          |           |                     |      |                                                                                     |
| 7 september Vriendschappelijk № 798 «onderlinge duels» 19:00 uur (UTC+3) | Bulgarije | 0 – 1               | Iran | Christo Botevstadion, Plovdiv Toeschouwers: 9.500 Scheidsrechter: Lazar Lukić (SRB) |
| 7 september Vriendschappelijk № 798 «onderlinge duels» 19:00 uur (UTC+3) |           | 14' Mohammad Mohebi |      | Christo Botevstadion, Plovdiv Toeschouwers: 9.500 Scheidsrechter: Lazar Lukić (SRB) |

|                                                                                 |                                         |       |                      | |
| 10 september EK-kwalificatie Groep G № 799 «onderlinge duels» 18:00 uur (UTC+2) | Montenegro                              | 2 – 1 | Bulgarije            | Pod Goricomstadion, Podgorica Toeschouwers: 4.232 Scheidsrechter: Harm Osmers (GER) Video-assistent: Christian Dingert (GER) |
| 10 september EK-kwalificatie Groep G № 799 «onderlinge duels» 18:00 uur (UTC+2) | Stefan Savić 45+1' Stevan Jovetić 90+7' |       | 79' Preslav Boroekov | Pod Goricomstadion, Podgorica Toeschouwers: 4.232 Scheidsrechter: Harm Osmers (GER) Video-assistent: Christian Dingert (GER) |

|                                                                               |           |                                   |          | |
| 14 oktober EK-kwalificatie Groep G № 800 «onderlinge duels» 19:00 uur (UTC+3) | Bulgarije | 0 – 2                             | Litouwen | Vasil Levski Nationaal Stadion, Sofia Toeschouwers: 6.916 Scheidsrechter: Giorgi Kroeasjvili (GEO) Video-assistent: Jeroen Manschot (NED) |
| 14 oktober EK-kwalificatie Groep G № 800 «onderlinge duels» 19:00 uur (UTC+3) |           | 45' Pijus Širvys 55' Pijus Širvys |          | Vasil Levski Nationaal Stadion, Sofia Toeschouwers: 6.916 Scheidsrechter: Giorgi Kroeasjvili (GEO) Video-assistent: Jeroen Manschot (NED) |

|                                                                         |                                |       |           |                                                                                         |
| 17 oktober Vriendschappelijk № 801 «onderlinge duels» 18:00 uur (UTC+2) | Albanië                        | 2 – 0 | Bulgarije | Air Albaniastadion, Tirana Toeschouwers: 17.232 Scheidsrechter: Mervan Bejtullahu (KOS) |
| 17 oktober Vriendschappelijk № 801 «onderlinge duels» 18:00 uur (UTC+2) | Qazim Laçi 41' Ernest Muçi 81' |       |           | Air Albaniastadion, Tirana Toeschouwers: 17.232 Scheidsrechter: Mervan Bejtullahu (KOS) |

|                                                                                |                                          |       |                                           | |
| 16 november EK-kwalificatie Groep G № 802 «onderlinge duels» 19:00 uur (UTC+2) | Bulgarije                                | 2 – 2 | Hongarije                                 | Vasil Levski Nationaal Stadion, Sofia Toeschouwers: 230 Scheidsrechter: Daniel Stefański (POL) Video-assistent: Piotr Lasyk (POL) |
| 16 november EK-kwalificatie Groep G № 802 «onderlinge duels» 19:00 uur (UTC+2) | Spas Delev 24' Kiril Despodov 79' (pen.) |       | 10' Martin Ádám 90+7' (e.d.) Aleks Petkov | Vasil Levski Nationaal Stadion, Sofia Toeschouwers: 230 Scheidsrechter: Daniel Stefański (POL) Video-assistent: Piotr Lasyk (POL) |

|                                                                                |                                     |       |                                      | |
| 19 november EK-kwalificatie Groep G № 803 «onderlinge duels» 15:00 uur (UTC+1) | Servië                              | 2 – 2 | Bulgarije                            | Dubočicastadion, Leskovac Toeschouwers: 7.325 Scheidsrechter: Erik Lambrechts (BEL) Video-assistent: Pol van Boekel (NED) |
| 19 november EK-kwalificatie Groep G № 803 «onderlinge duels» 15:00 uur (UTC+1) | Miloš Veljković 17' Srđan Babić 82' |       | 59' Georgi Roesev 69' Kiril Despodov | Dubočicastadion, Leskovac Toeschouwers: 7.325 Scheidsrechter: Erik Lambrechts (BEL) Video-assistent: Pol van Boekel (NED) |

### 2024
|                                                                       |          |                    |           |                                                                          |
| 22 maart Vriendschappelijk № 804 «onderlinge duels» 17:00 uur (UTC+4) | Tanzania | 0 – 1              | Bulgarije | Dalğa Arena, Bakoe Toeschouwers: 154 Scheidsrechter: Aliyar Ağayev (AZE) |
| 22 maart Vriendschappelijk № 804 «onderlinge duels» 17:00 uur (UTC+4) |          | 52' Kiril Despodov |           | Dalğa Arena, Bakoe Toeschouwers: 154 Scheidsrechter: Aliyar Ağayev (AZE) |

|                                                                       |                   |       |                   |                                                                                        |
| 25 maart Vriendschappelijk № 805 «onderlinge duels» 20:00 uur (UTC+4) | Azerbeidzjan      | 1 – 1 | Bulgarije         | Tofikh Bakhramovstadion, Bakoe Toeschouwers: 3.220 Scheidsrechter: Kristo Tohver (EST) |
| 25 maart Vriendschappelijk № 805 «onderlinge duels» 20:00 uur (UTC+4) | Musa Qurbanlı 87' |       | 59' Filip Krastev | Tofikh Bakhramovstadion, Bakoe Toeschouwers: 3.220 Scheidsrechter: Kristo Tohver (EST) |

|                                                                     |          |       |           |                                                                                         |
| 4 juni Vriendschappelijk № 806 «onderlinge duels» 21:30 uur (UTC+3) | Roemenië | 0 – 0 | Bulgarije | Stadionul Steaua, Boekarest Toeschouwers: 19.024 Scheidsrechter: Atilla Karaoğlan (TUR) |
| 4 juni Vriendschappelijk № 806 «onderlinge duels» 21:30 uur (UTC+3) |          |       |           | Stadionul Steaua, Boekarest Toeschouwers: 19.024 Scheidsrechter: Atilla Karaoğlan (TUR) |

|                                                                     |                   |       |                          |                                                                                     |
| 8 juni Vriendschappelijk № 807 «onderlinge duels» 15:00 uur (UTC+2) | Slovenië          | 1 – 1 | Bulgarije                | Stožicestadion, Ljubljana Toeschouwers: 11.037 Scheidsrechter: Arda Kardeşler (TUR) |
| 8 juni Vriendschappelijk № 807 «onderlinge duels» 15:00 uur (UTC+2) | Andraž Šporar 14' |       | 4' (pen.) Kiril Despodov | Stožicestadion, Ljubljana Toeschouwers: 11.037 Scheidsrechter: Arda Kardeşler (TUR) |

|                                                                                     |             |       |           | |
| 5 september UEFA Nations League Groep C3 № 808 «onderlinge duels» 20:45 uur (UTC+2) | Wit-Rusland | 0 – 0 | Bulgarije | ZTE Arena, Zalaegerszeg (Hongarije) Toeschouwers: 0 Scheidsrechter: Ovidiu Haţegan (ROU) Video-assistent: Gianluca Aureliano (ITA) |
| 5 september UEFA Nations League Groep C3 № 808 «onderlinge duels» 20:45 uur (UTC+2) |             |       |           | ZTE Arena, Zalaegerszeg (Hongarije) Toeschouwers: 0 Scheidsrechter: Ovidiu Haţegan (ROU) Video-assistent: Gianluca Aureliano (ITA) |

|                                                                                     |                    |       |               | |
| 8 september UEFA Nations League Groep C3 № 809 «onderlinge duels» 19:00 uur (UTC+3) | Bulgarije          | 1 – 0 | Noord-Ierland | Christo Botevstadion, Plovdiv Toeschouwers: 14.300 Scheidsrechter: Anastasios Sidiropoulos (GRE) Video-assistent: Angelos Evangelou (GRE) |
| 8 september UEFA Nations League Groep C3 № 809 «onderlinge duels» 19:00 uur (UTC+3) | Kiril Despodov 40' |       |               | Christo Botevstadion, Plovdiv Toeschouwers: 14.300 Scheidsrechter: Anastasios Sidiropoulos (GRE) Video-assistent: Angelos Evangelou (GRE) |

|                                                                                    |           |       |           | |
| 12 oktober UEFA Nations League Groep C3 № 810 «onderlinge duels» 19:00 uur (UTC+3) | Bulgarije | 0 – 0 | Luxemburg | Christo Botevstadion, Plovdiv Toeschouwers: 15.800 Scheidsrechter: David Šmajc (SVN) Video-assistent: Alen Borošak (SVN) |
| 12 oktober UEFA Nations League Groep C3 № 810 «onderlinge duels» 19:00 uur (UTC+3) |           |       |           | Christo Botevstadion, Plovdiv Toeschouwers: 15.800 Scheidsrechter: David Šmajc (SVN) Video-assistent: Alen Borošak (SVN) |

|                                                                                    |                                                                                            |       |           | |
| 15 oktober UEFA Nations League Groep C3 № 811 «onderlinge duels» 19:45 uur (UTC+1) | Noord-Ierland                                                                              | 5 – 0 | Bulgarije | Windsor Park, Belfast Toeschouwers: 17.891 Scheidsrechter: Jérôme Brisard (FRA) Video-assistent: Eric Wattellier (FRA) |
| 15 oktober UEFA Nations League Groep C3 № 811 «onderlinge duels» 19:45 uur (UTC+1) | Isaac Price 15' Isaac Price 29' Dimitar Mitov 32' (e.d.) Isaac Price 81' Josh Magennis 89' |       |           | Windsor Park, Belfast Toeschouwers: 17.891 Scheidsrechter: Jérôme Brisard (FRA) Video-assistent: Eric Wattellier (FRA) |

|                                                                                     |           |                   |           | |
| 15 november UEFA Nations League Groep C3 № 812 «onderlinge duels» 20:45 uur (UTC+1) | Luxemburg | 0 – 1             | Bulgarije | Stade de Luxembourg, Luxemburg Toeschouwers: 8.307 Scheidsrechter: Juri Frischer (EST) Video-assistent: Kristo Tohver (EST) |
| 15 november UEFA Nations League Groep C3 № 812 «onderlinge duels» 20:45 uur (UTC+1) |           | 23' Andrian Kraev |           | Stade de Luxembourg, Luxemburg Toeschouwers: 8.307 Scheidsrechter: Juri Frischer (EST) Video-assistent: Kristo Tohver (EST) |

|                                                                                     |                     |       |                    | |
| 18 november UEFA Nations League Groep C3 № 813 «onderlinge duels» 21:45 uur (UTC+2) | Bulgarije           | 1 – 1 | Wit-Rusland        | Vasil Levski Nationaal Stadion, Sofia Toeschouwers: 2.200 Scheidsrechter: Allard Lindhout (NED) Video-assistent: Clay Ruperti (NED) |
| 18 november UEFA Nations League Groep C3 № 813 «onderlinge duels» 21:45 uur (UTC+2) | Vasil Panayotov 13' |       | 70' Joery Kavaljow | Vasil Levski Nationaal Stadion, Sofia Toeschouwers: 2.200 Scheidsrechter: Allard Lindhout (NED) Video-assistent: Clay Ruperti (NED) |

### 2025
|                                                                                   |                 |       |                                | |
| 20 maart UEFA Nations League Play-offs № 814 «onderlinge duels» 21:45 uur (UTC+2) | Bulgarije       | 1 – 2 | Ierland                        | Christo Botevstadion, Plovdiv Toeschouwers: 7.835 Scheidsrechter: Benoît Bastien (FRA) Video-assistent: Benoît Millot (FRA) |
| 20 maart UEFA Nations League Play-offs № 814 «onderlinge duels» 21:45 uur (UTC+2) | Marin Petkov 6' |       | 21' Finn Azaz 42' Matt Doherty | Christo Botevstadion, Plovdiv Toeschouwers: 7.835 Scheidsrechter: Benoît Bastien (FRA) Video-assistent: Benoît Millot (FRA) |

|                                                                                 |                                 |       |                    | |
| 23 maart UEFA Nations League Play-offs № 815 «onderlinge duels» 19:45 uur (UTC) | Ierland                         | 2 – 1 | Bulgarije          | Avivastadion, Dublin Toeschouwers: 40.156 Scheidsrechter: Halil Umut Meler (TUR) Video-assistent: Dennis Higler (NED) |
| 23 maart UEFA Nations League Play-offs № 815 «onderlinge duels» 19:45 uur (UTC) | Evan Ferguson 63' Adam Idah 84' |       | 30' Valentin Antov | Avivastadion, Dublin Toeschouwers: 40.156 Scheidsrechter: Halil Umut Meler (TUR) Video-assistent: Dennis Higler (NED) |

|                                                                     |                                                  |       |                                               |                                                                                       |
| 6 juni Vriendschappelijk № 816 «onderlinge duels» 19:00 uur (UTC+3) | Bulgarije                                        | 2 – 2 | Cyprus                                        | Christo Botevstadion, Plovdiv Toeschouwers: 896 Scheidsrechter: Igor Stojčevski (MKD) |
| 6 juni Vriendschappelijk № 816 «onderlinge duels» 19:00 uur (UTC+3) | Aleksandar Kolev 27' Aleksandar Kolev 61' (pen.) |       | 42' Nikolas Koutsakos 86' Konstantinos Laifis | Christo Botevstadion, Plovdiv Toeschouwers: 896 Scheidsrechter: Igor Stojčevski (MKD) |

|                                                                      |                                                                                       |       |           |                                                                                        |
| 10 juni Vriendschappelijk № 817 «onderlinge duels» 21:45 uur (UTC+3) | Griekenland                                                                           | 4 – 0 | Bulgarije | Pankritiostadion, Iraklion Toeschouwers: 18.000 Scheidsrechter: Nathan Verboomen (BEL) |
| 10 juni Vriendschappelijk № 817 «onderlinge duels» 21:45 uur (UTC+3) | Dimitris Pelkas 51' Fotis Ioannidis 66' Christos Tzolis 74' Giannis Konstantelias 89' |       |           | Pankritiostadion, Iraklion Toeschouwers: 18.000 Scheidsrechter: Nathan Verboomen (BEL) |

|                                                                                 |           |   |        |                                                                                   |
| 4 september WK-kwalificatie Groep E № 8188 «onderlinge duels» 21:45 uur (UTC+3) | Bulgarije | – | Spanje | Vasil Levski Nationaal Stadion, Sofia Toeschouwers: n.n.b. Scheidsrechter: n.n.b. |
| 4 september WK-kwalificatie Groep E № 8188 «onderlinge duels» 21:45 uur (UTC+3) |           |   |        | Vasil Levski Nationaal Stadion, Sofia Toeschouwers: n.n.b. Scheidsrechter: n.n.b. |

|                                                                                |         |   |           |                                                                              |
| 7 september WK-kwalificatie Groep E № 819 «onderlinge duels» 17:00 uur (UTC+4) | Georgië | – | Bulgarije | Boris Paitsjadzestadion, Tbilisi Toeschouwers: n.n.b. Scheidsrechter: n.n.b. |
| 7 september WK-kwalificatie Groep E № 819 «onderlinge duels» 17:00 uur (UTC+4) |         |   |           | Boris Paitsjadzestadion, Tbilisi Toeschouwers: n.n.b. Scheidsrechter: n.n.b. |

|                                                                               |           |   |         |                                                                                   |
| 11 oktober WK-kwalificatie Groep E № 820 «onderlinge duels» 21:45 uur (UTC+3) | Bulgarije | – | Turkije | Vasil Levski Nationaal Stadion, Sofia Toeschouwers: n.n.b. Scheidsrechter: n.n.b. |
| 11 oktober WK-kwalificatie Groep E № 820 «onderlinge duels» 21:45 uur (UTC+3) |           |   |         | Vasil Levski Nationaal Stadion, Sofia Toeschouwers: n.n.b. Scheidsrechter: n.n.b. |

|                                                                               |        |   |           |                                                                               |
| 14 oktober WK-kwalificatie Groep E № 821 «onderlinge duels» 20:45 uur (UTC+2) | Spanje | – | Bulgarije | Estadio José Zorrilla, Valladolid Toeschouwers: n.n.b. Scheidsrechter: n.n.b. |
| 14 oktober WK-kwalificatie Groep E № 821 «onderlinge duels» 20:45 uur (UTC+2) |        |   |           | Estadio José Zorrilla, Valladolid Toeschouwers: n.n.b. Scheidsrechter: n.n.b. |

|                                                                                |         |   |           |                                                                  |
| 15 november WK-kwalificatie Groep E № 822 «onderlinge duels» 20:00 uur (UTC+3) | Turkije | – | Bulgarije | Rams Park, Istanboel Toeschouwers: n.n.b. Scheidsrechter: n.n.b. |
| 15 november WK-kwalificatie Groep E № 822 «onderlinge duels» 20:00 uur (UTC+3) |         |   |           | Rams Park, Istanboel Toeschouwers: n.n.b. Scheidsrechter: n.n.b. |

|                                                                                |           |   |         |                                                                                   |
| 18 november WK-kwalificatie Groep E № 823 «onderlinge duels» 21:45 uur (UTC+2) | Bulgarije | – | Georgië | Vasil Levski Nationaal Stadion, Sofia Toeschouwers: n.n.b. Scheidsrechter: n.n.b. |
| 18 november WK-kwalificatie Groep E № 823 «onderlinge duels» 21:45 uur (UTC+2) |           |   |         | Vasil Levski Nationaal Stadion, Sofia Toeschouwers: n.n.b. Scheidsrechter: n.n.b. |

BFS · A-internationals · Selecties · Bondscoaches · Bulgaars vrouwenelftal · Olympisch elftal · Bulgarije U21 · Bulgarije U20 · Bulgarije U19 · Bulgarije U18 · Bulgarije U17 · Bulgarije U16
1924 – 1929 · 
1930 – 1939 · 
1940 – 1949 · 
1950 – 1959 · 
1960 – 1969 · 
1970 – 1979 · 
1980 – 1989 · 
1990 – 1999 · 
2000 – 2009 · 
2010 – 2019 ·
2020 − 2029
EK 1996 · 
EK 2004
WK 1962 · 
WK 1966 · 
WK 1970 · 
WK 1974 · 
WK 1986 · 
WK 1994 · 
WK 1998
OS 1924 · 
OS 1952 · 
OS 1956 · 
OS 1960 · 
OS 1968
1924 · 
1925 · 
1926 · 
1927 · 
1928 ·
1929 · 
1930 · 
1931 · 
1932 · 
1933 · 
1934 · 
1935 · 
1936 · 
1937 · 
1938 · 
1939 · 
1940 · 
1941 ·
1942 · 
1943 · 
1944 · 1945 · 
1946 ·
1947 · 
1948 · 
1949 · 
1950 · 
1952 · 
1952 · 
1953 · 
1954 · 
1955 · 
1956 · 
1957 · 
1958 · 
1959 · 
1960 · 
1961 · 
1962 · 
1963 · 
1964 · 
1965 · 
1966 · 
1967 · 
1968 · 
1969 · 
1970 · 
1971 · 
1972 · 
1973 · 
1974 · 
1975 · 
1976 · 
1977 · 
1978 · 
1979 · 
1980 · 
1981 · 
1982 · 
1983 · 
1984 · 
1985 · 
1986 · 
1987 · 
1988 · 
1989 · 
1990 · 
1991 · 
1992 · 
1993 · 
1994 · 
1995 · 
1996 · 
1997 · 
1998 · 
1999 · 
2000 · 
2001 · 
2002 · 
2003 · 
2004 · 
2005 · 
2006 · 
2007 · 
2008 · 
2009 · 
2010 · 
2011 · 
2012 · 
2013 · 
2014 · 
2015 ·
2016 ·
2017 ·
2018 ·
2019 ·
2020 ·
2021 ·
2022 ·
2023 ·
2024
Albanië ·
Algerije ·
Andorra ·
Argentinië ·
Armenië ·
Australië ·
Azerbeidzjan ·
België ·
Bolivia ·
Bosnië en Herzegovina ·
Brazilië ·
Canada · 
Chili ·
Cuba ·
Cyprus ·
DDR ·
Denemarken ·
Duitsland ·
Ecuador ·
Egypte ·
Engeland ·
Estland ·
Finland ·
Frankrijk ·
Georgië ·
Gibraltar ·
Griekenland ·
Hongarije ·
Ierland ·
IJsland ·
Indonesië ·
Iran ·
Israël ·
Italië ·
Jamaica ·
Japan ·
Joegoslavië ·
Jordanië ·
Kameroen ·
Kazachstan ·
Koeweit ·
Kosovo ·
Kroatië ·
Letland ·
Libanon ·
Litouwen ·
Luxemburg ·
Malta ·
Marokko ·
Mexico ·
Moldavië ·
Montenegro ·
Nederland ·
Nieuw-Caledonië ·
Nigeria ·
Noord-Ierland ·
Noord-Korea ·
Noord-Macedonië ·
Noorwegen ·
Oekraïne ·
Oman ·
Oostenrijk ·
Paraguay ·
Peru ·
Polen ·
Portugal ·
Qatar ·
Roemenië ·
Rusland ·
San Marino ·
Saoedi-Arabië ·
Schotland ·
Servië ·
Servië en Montenegro ·
Slovenië ·
Slowakije ·
Sovjet-Unie ·
Spanje ·
Tanzania ·
Thailand ·
Tsjechië ·
Tsjecho-Slowakije ·
Tunesië ·
Turkije ·
Uruguay ·
Verenigde Arabische Emiraten ·
Wales ·
Wit-Rusland ·
Zuid-Afrika ·
Zuid-Korea ·
Zweden ·
Zwitserland
CONMEBOL: Argentinië · Bolivia · Brazilië · Chili · Colombia · Ecuador · Paraguay · Peru · Uruguay · Venezuela

UEFA: Albanië · Andorra · Armenië · Azerbeidzjan · België · Bosnië en Herzegovina · Bulgarije · Cyprus · Denemarken · Duitsland · Engeland · Estland · Faeröer · Finland · Frankrijk · Georgië · Gibraltar · Griekenland · Hongarije · IJsland · Ierland · Israël · Italië · Kazachstan · Kosovo · Kroatië · Letland · Liechtenstein · Litouwen · Luxemburg · Malta · Moldavië · Montenegro · Nederland · Noord-Ierland · Noord-Macedonië · Noorwegen · Oekraïne · Oostenrijk · Polen · Portugal · Roemenië · Rusland · San Marino · Schotland · Servië · Slovenië · Slowakije · Spanje · Tsjechië · Turkije · Wales · Wit-Rusland · Zweden · Zwitserland

AFC: Australië · China · Irak · Iran · Japan · Libanon · Oezbekistan · Oman · Qatar · Saoedi-Arabië · Syrië · Verenigde Arabische Emiraten · Vietnam · Zuid-Korea

CAF: Algerije · Burkina Faso · Congo-Kinshasa · Egypte · Ghana · Ivoorkust · Kaapverdië · Kameroen · Mali · Marokko · Nigeria · Senegal · Tunesië · Zuid-Afrika

CONCACAF: Canada · Costa Rica · Curaçao · El Salvador · Honduras · Jamaica · Mexico · Panama · Suriname · Verenigde Staten

OFC: Nieuw-Zeeland